# 샨 필립스
샨 필립스 여사(웨일스어: Dame Siân Phillips, DBE, 1933년 5월 14일 ~ )는 영국의 배우이다.

## 서훈
- 2000년 대영 제국 훈장 3등급(CBE)[2]
- 2016년 대영 제국 훈장 2등급(DBE, 작위급 훈장)[1]